# Liste du patrimoine culturel immatériel de l'humanité au Brunei
Cet article recense les pratiques inscrites au patrimoine culturel immatériel au Brunei.

## Statistiques
Le Brunei ratifie la convention pour la sauvegarde du patrimoine culturel immatériel le 12 août 2011. La première pratique protégée est inscrite en 2024.
En 2024, le Brunei compte 1 élément inscrit au patrimoine culturel immatériel, sur la liste représentative.

## Listes

### Liste représentative
L'élément suivant est inscrit sur la liste représentative du patrimoine culturel immatériel de l'humanité.
| Élément                                                          | Type                                         | Subdivision | Année | Lien  | Notes                                                            | Illus. |
| ---------------------------------------------------------------- | -------------------------------------------- | ----------- | ----- | ----- | ---------------------------------------------------------------- | ------ |
| La kebaya : connaissances, savoir-faire, traditions et pratiques | savoir-faire liés à l'artisanat traditionnel |             | 2024  | 02090 | Partagé avec l'Indonésie, la Malaisie, Singapour et la Thaïlande |        |

### Patrimoine immatériel nécessitant une sauvegarde urgente
Le Brunei ne compte aucun élément sur la liste du patrimoine immatériel nécessitant une sauvegarde urgente.

### Registre des meilleures pratiques de sauvegarde
Le Brunei ne compte aucune pratique listée au registre des meilleures pratiques de sauvegarde.